# Gran Turismo Sport
Gran Turismo Sport eller GT Sport er et racersimulationsspil udgivet af Polyphony. Spillet er formentlig tænkt som den syvende udgave af serien Gran Turismo, dog har det i modsætning til de øvrige spil i serien ikke fået et nummer i titlen.
| computerspil | Spire Denne computerspilsrelaterede artikel er en spire som bør udbygges. Du er velkommen til at hjælpe Wikipedia ved at udvide den. |